# Agustín Viñuales
Agustín Viñuales Pardo (Huesca, 7 de agosto de 1881-Madrid, 14 de noviembre de 1959) fue un economista y político español.

## Biografía
Tras cursar el Bachillerato en su ciudad natal, se trasladó a Madrid para estudiar Derecho especializándose en Economía política y Hacienda pública y tras licenciarse en 1903 completó sus estudios en Francia, Alemania e Italia tras lo cual fue nombrado secretario de la Cámara de Comercio de Madrid.
En 1918 se trasladó a Granada al obtener por oposición la Cátedra de Economía Política de la Facultad de Derecho de la Universidad de Granada y entabló una gran amistad con Federico García Lorca.
Miembro del Grupo de Acción Republicana, al proclamarse la Segunda República fue nombrado director general del Timbre por el entonces ministro de Hacienda Indalecio Prieto ocupando dicho puesto hasta que, en enero de 1933, obtuvo la cátedra de Hacienda Pública de la Universidad Central de Madrid. Fue nombrado ministro de Hacienda en el gobierno que, entre el 12 de junio y el 12 de septiembre de 1933, presidió Manuel Azaña tras lo cual volvió a la docencia.
Al estallar la guerra civil española era consejero del Banco de España, y como tal se opuso al entonces ministro de Hacienda, Juan Negrín, en la propuesta de que los depósitos de oro y plata depositados en el banco emisor fueran trasladados a un lugar más seguro. Este enfrentamiento hizo que recibiera amenazas que le llevaron a fijar su residencia en Francia desde donde intentó pasar a la zona franquista. Pero su pasado político hizo que su retorno fuera denegado hasta 1948, año en que se reintegró a su cátedra continuando su labor docente hasta su jubilación en 1958.
Falleció en Madrid el 14 de noviembre de 1959.